# Gare de Saint-Paterne
Gare de Saint-Paterne vasútállomás Franciaországban, Saint-Paterne-Racan településen.

## Vasútvonalak
Az állomást az alábbi vasútvonalak érintik:
- Tours–Le Mans-vasútvonal

## Kapcsolódó állomások
A vasútállomáshoz az alábbi állomások vannak a legközelebb:
- Gare de Château-du-Loir (Gare du Mans, Tours–Le Mans-vasútvonal)
- Gare de Neuillé-Pont-Pierre (Gare de Tours, Tours–Le Mans-vasútvonal)